# Cosmos Arena
Cosmos Arena (rusă: Космос Арена) este un stadion de fotbal în construcție în orașul Samara, capitala Regiunea Samara, subdiviziune administrativă în Federația Rusă. În conformitate cu decizia FIFA, stadionul va găzdui mai multe jocuri la Campionatul Mondial de Fotbal 2018 a. Dimensiunile terenului a fost de 27-40 de hectare. Acesta este unul dintre stadioanele care vor găzdui jocuri în Campionatul Mondial de Fotbal 2018

## Istorie
Proiectarea stadionului a fost aprobată (reaprobată) de către Glavgosexpertiza din Rusia la 19 iulie 2017. În 2019 stadionul a fost al doilea la un vot popular pentru Stadionul anului.

## Caracteristici generale
Principala caracteristică arhitecturală a stadionului din Samara este cupola sa metalică inspirată de explorarea spațiului. Acoperind întregul stadion, aceasta este susținuta de structuri asemănătoare unei grinzi de dedesubt, cu silueta generală asemănătoare cu o stea sau o navă spațială. Domul în sine are o curbă minimă, ridicându-se deasupra ca o suprafață aproape plană. Fundația eliptică a stadionului susține două niveluri de scaune pentru spectatori. Scaunele sunt complet acoperite de acoperiș. Standurile de pe stadion sunt încălzite. Stadionul are un diametru de aproximativ 330 m peste cel al stadionului Luzhniki din Moscova. Cupola stadionului este o structură asamblată de 32 de consolă sprijinite pe picioare piramidale înalte de 21,4 m. Greutatea totală a acoperișului arenei este de 13.000 de tone. Suprafața totală a acoperișului este de 76.000 m². Înălțimea stadionului este de 60 m. Fundația Arena este o placă de beton armat monolit. Volumul total de beton utilizat pentru construcția structurilor monolitice este mai mare de 230.000 de metri cubi. Stadionul are 4 nivele: tribune deschise la nivelurile superioare și inferioare și două niveluri de skybox-uri acoperite între ele. Sub ele se află încă 5 niveluri de spații interioare. Acestea includ spații pentru jucători, un foaier pentru spectatori, spații pentru personal, spații comerciale, săli de comerț și expoziții, precum și sisteme de servicii vitale ale stadionului.
Fanii echipei oaspeți au o intrare separată în standul lor. Capetele vestice și nordice ale stadionului au intrări speciale și spațiu de parcare pentru vehiculele care livrează jucători.
Câmpul natural de iarbă este echipat cu sisteme de încălzire și irigare automată. Suspendate pe structura metalică a cupolei la înălțimea de 44 m deasupra câmpului sunt afișaje de informații. Fiecare afișaj are o suprafață de 172 m² și dimensiuni de 18 × 9,6 m.
Stadionul a primit certificatul BREEAM și a fost lăudat de compania internațională JLL pentru conservarea energiei și ecologia. UEFA a evaluat stadionul ca stadion de categoria a patra, cea mai înaltă categorie
- Terenul stadionului: 27 ha
- Diametru: 330m
- Capacitate totală: 44.918 spectatori
- Capacitate box VIP: 1.125 spectatori Scaune premium: 75
- Suprafața totală: 160.498,10 m²
- Volumul structural total: 503.480 m³
- Înălțime: 60 m
- Arena stadionului: 2 nivele de tribune deschise, 2 nivele de skybox-uri
- Costul construcției: 18,9 (20,7) miliarde de ruble
- Dezvoltator: Sport-Engineering
- Proiectant general: GUS SO TerrNIIgrazhdanproekt, PI Arena
- Contractori de proiectare: Arena Design Institute, SODIS LAB etc.
- Antreprenor general: Asociația de producție și construcții Kazan

## Locatie
În oferta inițială depusă la FIFA, noul stadion urma să fie construit pe o insulă la sud de oraș, [14] unde nu există aproape nici așezări sau infrastructură. Nu exista nici măcar un pod care să conducă acolo în acel moment.
Acest lucru a provocat critici și astfel stadionul a fost mutat în nord, pentru a fi construit în limitele orașului. Inițial, suprafața sa era planificată să fie de 27 ha, dar a fost schimbată la 240 ha și apoi până la 930 ha [15] Decizia de a mări zona complexă a fost luată înainte de orice consultare cu locuitorii Samara. Majoritatea construcțiilor planificate pe zona extinsă nu aveau nicio legătură cu sportul. [15]
Arena este situată în partea de nord-vest a Samara, între străzile Dalnyaya și Arena 2018 și autostrada Moskovskoye. Stadionul este situat în cel mai înalt punct al orașului. [10] Distanța de la gară la stadion este de 15 km, de la Aeroportul Kurumoch la stadion, 32 km. [16]
La marginea stadionului din sud se află un cartier rezidențial cu densitate mare, microdistrictul Volga, a cărui construcție a început în 1978 și a atins apogeul la mijlocul anilor 1980. Microdistrictul a fost construit pe teritoriul satului Yablonka, care, ca fermă, este cunoscut de la sfârșitul secolului al XIX-lea. Primii locuitori ai satului au fost coloniști din regiunile centrale ale Rusiei, Ucrainei și Poloniei. Chiar și sub stăpânirea sovietică, aici au fost trimiși și oameni care „au fost prinși într-un drog religios”. În 1930, locuitorii satului au organizat ferma colectivă „Iskra”. [17] În prezent, Yablonka ocupă teritoriul pe străzile din Tașkentskaya, Demokraticheskaya și Centrul Radio. Ceea ce rămâne din satul original constă, pe lângă casele cu densitate redusă, cimitirul și lacul Shishiga (în rusă: озеро «Шишига»), transformându-se treptat într-o haldă de deșeuri menajere și de construcții. [17]
Zona de sud-vest a stadionului se numește Radio Center №3, numită inițial Radio Center. A fost construit în 1949. Alegerea locului nu este întâmplătoare, deoarece în acel moment era cel mai înalt punct din oraș. Difuzarea pe unde scurte aici a fost începută în 1952. La centrul Radio, a apărut orașul cu același nume, în care locuiau specialiștii care lucrau acolo. În ciuda dimensiunilor sale mai mult decât modeste, în infrastructura sa exista un loc pentru o mică casă de cultură și o școală. Centrul culturii se închisese, iar acum clădirea este goală. Școala a funcționat până în 1981, după care școala sa a găzduit o școală de ciclism. [18] În noiembrie 2013, a început demontarea parțială a antenelor și a altor structuri. cu un nou centru radio planificat să fie construit (practic pe același loc), al cărui punct culminant principal va fi un turn de televiziune înalt de 240 de metri, care va fi amplasat pe 10 hectare.

## Campionatul Mondial de Fotbal 2018

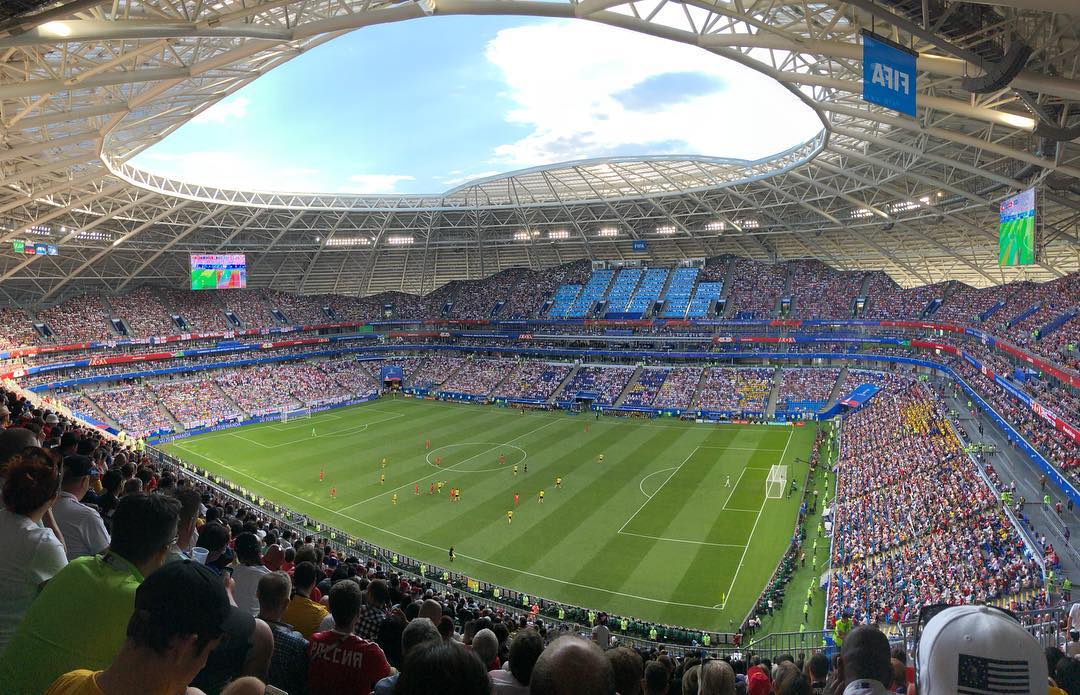
Game World Cup Sweden-England, 7 July 2018.

| Date         | Time               | Team #1    | Result | Team #2   | Round          | Attendance |
| ------------ | ------------------ | ---------- | ------ | --------- | -------------- | ---------- |
| 17 June 2018 | 16:00 SAMT (UTC+4) | Costa Rica | 0–1    | Serbia    | Group E        | 41,432     |
| 21 June 2018 | 16:00 SAMT (UTC+4) | Danemarca  | 1–1    | Australia | Group C        | 40,727     |
| 25 June 2018 | 18:00 SAMT (UTC+4) | Uruguay    | 3–0    | Rusia     | Group A        | 41,970     |
| 28 June 2018 | 18:00 SAMT (UTC+4) | Senegal    | 0–1    | Columbia  | Group H        | 41,970     |
| 2 July 2018  | 18:00 SAMT (UTC+4) | Brazilia   | 2–0    | Mexic     | Round of 16    | 41,970     |
| 7 July 2018  | 18:00 SAMT (UTC+4) | Suedia     | 0–2    | Anglia    | Quarter-finals | 39,991     |